# George Georgescu
Pour les articles homonymes, voir Georgescu.
George Georgescu, né le 12 septembre 1887 à Sulina et mort le 1er septembre 1964 à Bucarest, est un chef d'orchestre roumain. 

## Biographie
Après avoir obtenu son diplôme en 1911, George Georgescu déménagea à Berlin où il suivit les cours à l'université des arts avec l'éminent violoncelliste Hugo Becker. Revenu en Roumanie, il donna un récital à l'Athénée roumain. 
George Georgescu dirigea l'orchestre philharmonique de Bucarest après la Première Guerre mondiale. 
Il fut un ami du compositeur hongrois Arthur Nikisch avec lequel il dirigea un temps l'orchestre philharmonique de Berlin. Il était un proche collaborateur de Georges Enesco. 
Il fit de nombreuses tournées en Europe à la tête de son orchestre symphonique. Il adaptait à chaque fois son concert en rapport avec les compositeurs célèbres du pays d'accueil et pour satisfaire son public. George Georgescu dirige souvent à l'étranger ou avec l'Orchestre philharmonique de Bucarest, sera invité à le panel des orchestres symphoniques de renom. Ainsi, la Vienne, il dirigea des compositions de Johannes Brahms et Richard Strauss ; à Paris il fit jouer des œuvres de Maurice Ravel et Paul Dukas ; à Prague Ouverture de l'opéra la fiancée vendue par Bedřich Smetana ; à Varsovie, symphonie d'une nuit d'été de Karol Szymanowski ; en Italie  des compositions d'Ottorino Respighi.
En 1947, il dirigea l'orchestre national de la radio roumaine.
George Georgescu participa à de nombreux enregistrements musicaux.